# Грицан-Чонка Тетяна Василівна
Тетя́на Васи́лівна Грицан-Чонка (нар. 29 квітня 1964 в селі Вільхівці Тячівського району на Закарпатті) — українська поетеса і громадська діячка, авторка 14 збірок поезії, членкиня НСПУ. 

## Життєпис
Має педагогічну освіту, працює вчителькою у Краснянському ліцеї.
Родина:
Народилася в селянській родині четвертою серед п'ятьох доньок у сім'ї. Дід по татовій лінії був секретарем у Степана Фенцика (Руська національно-автономна партія). В час народження Тетяни рідний брат її бабці по татовій лінії Василь Щобей підтримував уряд А. Волошина, був обраний послом до Сойму Карпатської України. Дід по маминій лінії Чонка В. А. був землевласником і угорським шляхтичем (немешем). Коли Тетяні було 9, батько помер.

## Творчість
Грицан-Чонка є авторкою поетичних збірок:
1. «Крапля заграви» (1997),
2. «Заквітчана роєм дум» (1998),
3. «Зранена доторком» (1999),
4. «Пройти крізь себе» (2000),
5. «Карпатський гонор» (2006),[1]
6. «У сяйві сакур» (2007),
7. «Прорости крізь каміння» (2012),
8. «Я. ZIGZAG» (20013),
9. «Резонанс на білих долонях листа» (2013),
10. «Виктор Ерофеев представляет: Три уникальных поэта Александра Светлова, Сергей Кирпиков, Татьяна Грицан» (2014)
11. Роман-есе «Живі двері, або Я – спіле яблуко віків, Я – Жінка»,(Київ "Український пріоритет"-2018),
12. Окрема книга-білінгва (українською та азербайджанською мовами)  віршів «Золоте яблуко» (Qızıl alma) (Баку – «kitabcapi», 2021, 284 с. 
Головний упорядник — Агшин Беюкага огли Алієв. Переклад здійснили перекладачі організації «МІЛА – Акс – саду»).
13. "Ині часи, або Завтра кінця світу не буде" ( Київ, Друкарський двір Олега Федорова - 2023).
14. ПТАХИ, РОЗТЕРЗАНІ ВІЙНОЮ | BIRD STORN BY WAR. Серiя АКАДЕМIЯ ЛIТЕРАТУРИ, МИСТЕЦТВА ТА КОМУНIКАЦIЇ (Altaspera Publishing & Literary Agency Inc., КАНАДА- 2024), Книга поезiї Тетяни Грицан-Чонки з перекладами поетiв – Рекордсменiв Книги рекордів Гіннеса. Переклад англійською мовою:Саб’ясачі Назруль, Бангладеш. Переклад німецькою мовою: Олена Ананьєва, Німеччина. Переклад киргизькою мовою: Перисат Абдалиева, Киргизія. Сербською мовою:Таня Айтік, Белград, Сербія. На румунську мову зробила переклад Лідія Попа, Румунія-Італія. Переклад на італійську мову зробила Лідія К'яреллі, Італія. Translated into Italian by Lidia!Chiarelli. В’єтнамською мовою переклав Ван Май Фан/Van May Fan, Ханой, В’етнам.

Тетяна Грицан-Чонка
Друкується у міжнародних виданнях та є учасником різних міжнародних платформ  «ПОЕТИ СВІТУ ЗА МИР В УКРАЇНІ: в Італії, Німеччині, Великобританії, Китаї,  Канаді. Твори перекладені польською, англійською, грецькою, японською, азербайджанською, китайською та ін. мовами. 
Друкується в літературному часописі «Вежа» (Кіровоград), у літературно-мистецькому та громадсько-політичному часописі НСПУ «Дзвін» (Львів), у літературно-мистецькому альманасі «Скіфія-2013-Осінь», «Скіфія-2013-Зима», «Скіфія-2014-Весна», літературно-художньоньому альманасі «Vintage» (Вінтаж), «Берегиня», «Софія», а також в журналі-альманасі «Край городов» (Санкт-Петербург), «Яснополянськие зори» (Тула), «Русско-японский сборник» (Москва), «Чатує в століттях Чернеча гора», «Склянка часу — Zeitglas» — № 72, « Викрадення Європи», «Проект книга -2014», «Воїнам світла», «Живи, Надіє» (благодійний фонд «Віта Дольче» — 20015), «Намалюй мені ніч» (Вісник міжнародного поетичного конкурсу одного вірша про любов присвячений 90-літтю українського поета Миколи Євгенійовича Петренка, видавництво «Склянка часу», 2015 рік), у міжнародному літературно-мистецькому альманасі «WHITE PHOENIX», у альманасі «Дух землі», у альманасі «Артикль» (Тель-Авів), літературно-мистецькому часописі «ТекстOver», у альманасі «Форум» (конгрес літераторів України), літературно-мистецькому та науково-освітньому журналі «Німчич», «Українській літературній газеті».», серед авторів підручника для учнів 5-7 класів «Сучасна українська література» (рекомендовано МОН України) та інших.

## Громадська діяльність
Є членкинею організацій:
- СРПЗ (Спілка русинських письменників Закарпаття),
- СТЛТ (Спілка творчих людей Тячівщини),
- Всеукраїнської громадської організації ЛО «Кобзар» (Літературне об'єднання «Кобзар»)
- Національної спілки письменників України (з 2015, посвідчення № 2964).
- Членкиня Міжнародної Академії Літератури, Мистецтва, Комунікації,  товариство "Глорія" ( Німеччина).

## Відзнаки
- Переможниця у другому обласному фестивалі драми і художнього слова ім. Всеволода Майданного (2000),
- Переможниця ІІІ Міжнародного конкурсу короткого оповідання «ZEITGLAS»-2014 за есе «Голова і гора»,
- Переможниця конкурсу есеїв «Поборник душевного миру» — пам'яті Григорія Сковороди (2014),
- Фіналістка конкурсу «Проект-книга»,
- Переможниця конкурсу вампірської прози «Трансильвания-2014» за есе «Голова і гора»,
- Переможниця «Шостої поетичної зими» в номінації «Авторський вечір у Києві»,
- Серед переможців у конкурсі на звання лауреата премії «Ордену Карпатських Лицарів» (2015),
- Переможниця у Всеукраїнському конкурсі «Відродження поезії-2016» (м. Одеса),
- ІІ місце в номінації «Поезія» — за збірки «У сяйві сакур» та «Резонанс на білих долонях листа» (I місце) — VI Всеукраїнський щорічний конкурс ім. Володимира Дроцика,
- Номінантка міжнародного конкурсу на медаль Мацуо Басьо з публікацією в «Русско-японском сборнике» (2016),
- Премія імені Пантелеймона Куліша (2020) – за книгу прози «Живі двері, або Я – спіле яблуко віків, Я – Жінка».[2]
- Лауреат Міжнародної літературно-мистецької премії імені Франца Кафки за 2021 рік  (Німеччина – Австрія – Чехія),
- Міжнародна  премія «Золоте перо» ( Ажербайджан) за 2021 рік,
- Лауреат почесної Міжнародної літературно-мистецької премії імені Генріха Бьолля (Німеччина – 2022)[3],
- Лауреат конкурсу імені Ернеста Хемінгуея в Німеччині за збірку поезії в прозі «Живі двері, або Я – спіле яблуко віків. Я – Жiнка», (2022)
- ГО "Грандів, рейтингів та номінацій", БО "Комітет з громадських нагород України" спільно з експертною радою НАГОРОДИЛИ  міжнародною премією "Культурна дипломатія" 2022 року, Київ.", нагороджена Світовим орденом "Золота зірка культурної дипломатії" (2023),
- Лауреат Міжнародної літературної премії імені Роберта Бернса (Шотландія  - США, Лос-Анджедес) за 2023 рік.
- , Лауреатка Всеукраїнської премії імені Василя Юхимовича (2023)
- Отримала звання "Міжнародного Посла Миру" від всесвітньо відомої газети The Daily Global Nation Independent, Дакка, Бангладеш.
- Лауреат Міжнародної літературної премії Миру ( Німеччина-США, 2023).
- Премія «Золотий міст» від Міжнародного Фонду літератури в Киргизії.
- Лауреат міжнародної премії ім Дюка де Рішельє  у номінації «Книга року» за книгу «Ині часи» (Німеччина-Україна,  2023),
- Приз від Фонду Рахіма Каримова (2023), Президента Міжнародного Фонду літератури,
- Лауреат Міжнародної літературної  Премії ім.. Теодора Драйзера (Арт-марафон, Португалія, 2023),
- Global Writers Academ  (Індія, 2024),
- Лауреат міжнародної літературної премії   Amilcare Solferini –2024 рік, Італія.
- Співавторка та рецензент книги-печворку «Босорка», що  отримав визнання Національного реєстру рекордів України і здобув два рекорди за кількістю співавторів (228) та сторінок (2833).